# Lihuelistata
Lihuelistata is een monotypisch geslacht van spinnen uit de  familie van de Filistatidae (spleetwevers).

## Soort
- Lihuelistata metamerica Mello-Leitão, 1940